# Meslay-le-Vidame

Meslay-le-Vidame este o comună în departamentul Eure-et-Loir, Franța. În 1 ianuarie 2022 avea o populație de 516 de locuitori.